# 곡성경찰서
곡성경찰서(谷城警察署, Goksung Police Station)는 전라남도경찰청이 관할하는 경찰서 중 하나이다. 전라남도 곡성군 곡성읍 중앙로 161(읍내리 162)에 위치하고 있다.
서장은 총경으로 보한다.

## 기본 정보
- 주소: 전라남도 곡성군 곡성읍 중앙로 161(읍내리 162)
- 우편번호: 516-804

## 관할 파출소 및 지구대
곡성경찰서는 7개의 파출소를 산하에 두고 있다.
| 명칭       | 사진 | 주소                  | 관할구역         | 치안센터       |
| ---------- | ---- | --------------------- | ---------------- | -------------- |
| 읍내파출소 |      | 곡성읍 중앙로 84-1    | 곡성읍           |                |
| 삼기파출소 |      | 삼기면 곡순로 1425    | 삼기면, 겸면     | 겸면치안센터   |
| 옥과파출소 |      | 옥과면 대학로 153     | 옥과면, 오산면   | 오산치안센터   |
| 입면파출소 |      | 입면 입면로 695       | 입면             |                |
| 오곡파출소 |      | 오곡면 기차마을로 161 | 오곡면, 고달면   | 고달치안센터   |
| 죽곡파출소 |      | 죽곡면 오죽로 20-3    | 죽곡면, 목사동면 | 목사동치안센터 |
| 석곡파출소 |      | 석곡면 석곡로 61      | 석곡면           |                |

## 같이 보기
- 전라남도지방경찰청